# Ẩm thực Luxembourg
Ẩm thực Luxembourg phản ánh vị thế của đất nước với các quốc gia Latinh và German, chịu ảnh hưởng từ ẩm thực của các nước láng giềng như Pháp, Bỉ và Đức. Bên cạnh đó, gần đây, nó còn bị ảnh hưởng bởi nhiều người nhập cư Ý và Bồ Đào Nha. Giống như ở Đức, hầu hết các món ăn truyền thống hàng ngày của Luxembourg đều có nguồn gốc từ những người nông dân, trái ngược với các món ăn Pháp cầu kỳ và phức tạp.

## Món ăn

### Mô tả

Vị trí địa lý của Luxembourg

Luxembourg có rất nhiều món ăn ngon. Ngoài pâtisserie, bánh ngọt và bánh trái cây của Pháp, các loại bánh ngọt địa phương bao gồm Bretzel, một đặc sản trong Mùa Chay; bánh tart Quetschentaart, zwetschge; verwurelt Gedanken hoặc Verwurelter, chiếc bánh rán nhỏ được phủ một lớp đường bột; và Äppelklatzen, en croûte táo. Đặc sản pho mát của Luxembourg là Kachkéis hoặc Cancoillotte, một loại phô mai phết mềm.
Các loài thủy sản từ các con sông địa phương như cá hồi, cá chó và tôm càng là nguyên liệu cho các món ăn như F'rell am Rèisleck (cá hồi xốt Riesling), Hiecht mat Kraiderzooss (cá chó xốt xanh) và Kriibsen (tôm càng), thường được chế biến với xốt Riesling. Một món được yêu thích khác là Fritür hoặc Friture de la Moselle, món cá chiên nhỏ đánh bắt từ sông Mosel, đi kèm với rượu vang trắng.
Các món thịt bao gồm Éisleker Ham, nghĩa đen là giăm bông Éislek ở vùng núi phía bắc đất nước, được ướp trong vài tuần và sau đó hun khói trong vài ngày. Nó thường được phục vụ với khoai tây thái lát mỏng và salad trộn. Có lẽ món thịt truyền thống nhất của Luxembourg là Judd mat Gaardebounen, thịt cổ heo hun khói với đậu răng ngựa. Thịt lợn được ngâm qua đêm, sau đó luộc cùng rau và gia vị. Được phục vụ thành nhiều lát cùng với đậu và khoai tây luộc, nó được coi là món ăn quốc gia của Luxembourg. Hong am Rèisleck, tương tự như món Coq au Riesling, bao gồm các miếng thịt gà chín vàng được ninh trong rượu trắng với rau củ, gia vị và nấm. Huesenziwwi hay Civet de lièvre là món thịt thỏ hầm được phục vụ trong mùa săn bắn.
Các món ăn khác bao gồm bánh bao gan (quenelle) với dưa cải bắp và khoai tây luộc, Träipen (bánh pudding đen) với xốt táo, xúc xích với khoai tây nghiền và củ cải ngựa, xúp đậu xanh (Bouneschlupp). Ẩm thực Pháp nổi bật trong nhiều thực đơn, cũng như một số món ăn từ Đức và Bỉ.

### Hình ảnh tượng trưng

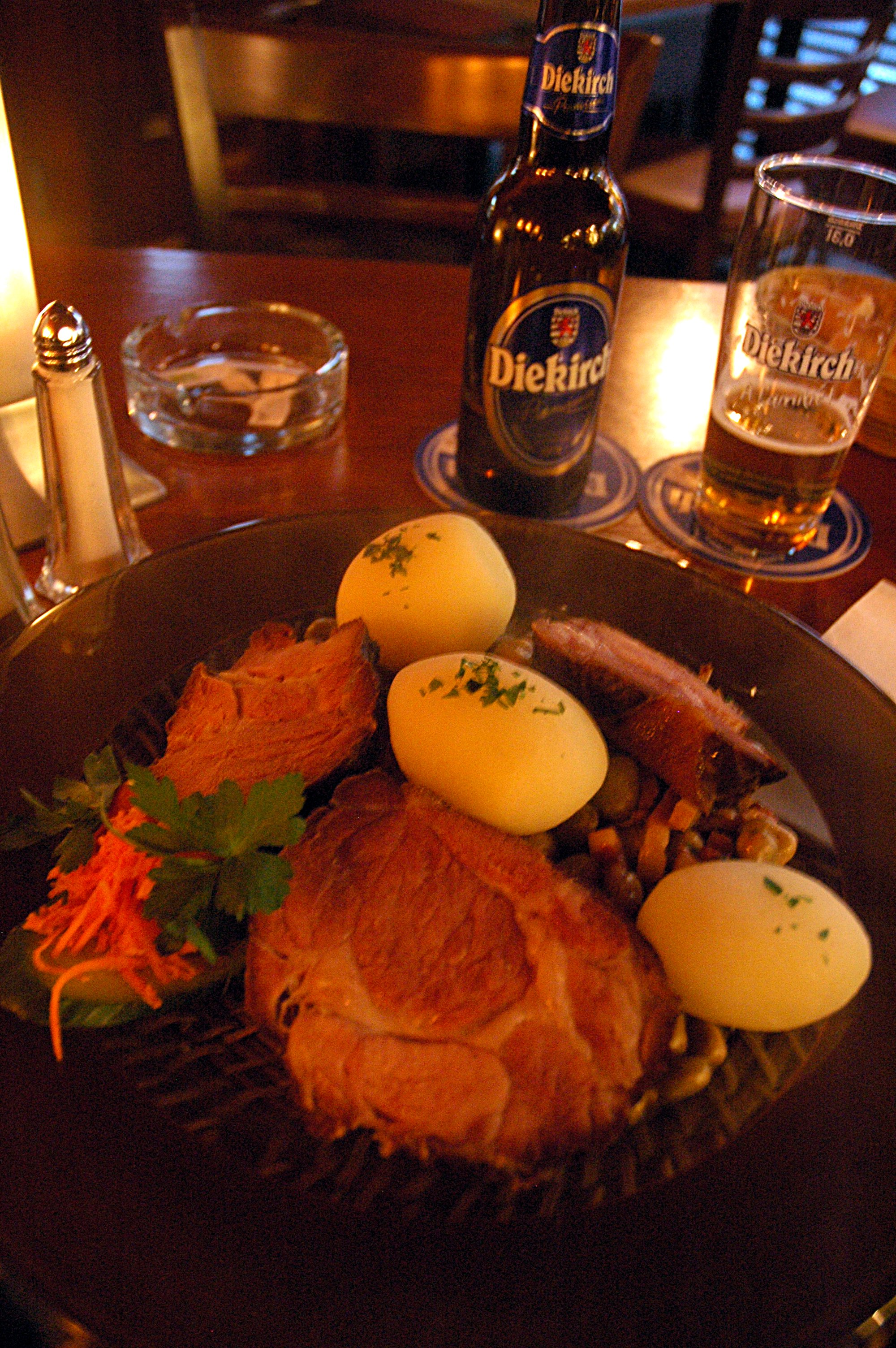
Judd mat Gaardebounen dùng kèm với khoai tây luộc và bia Diekirch
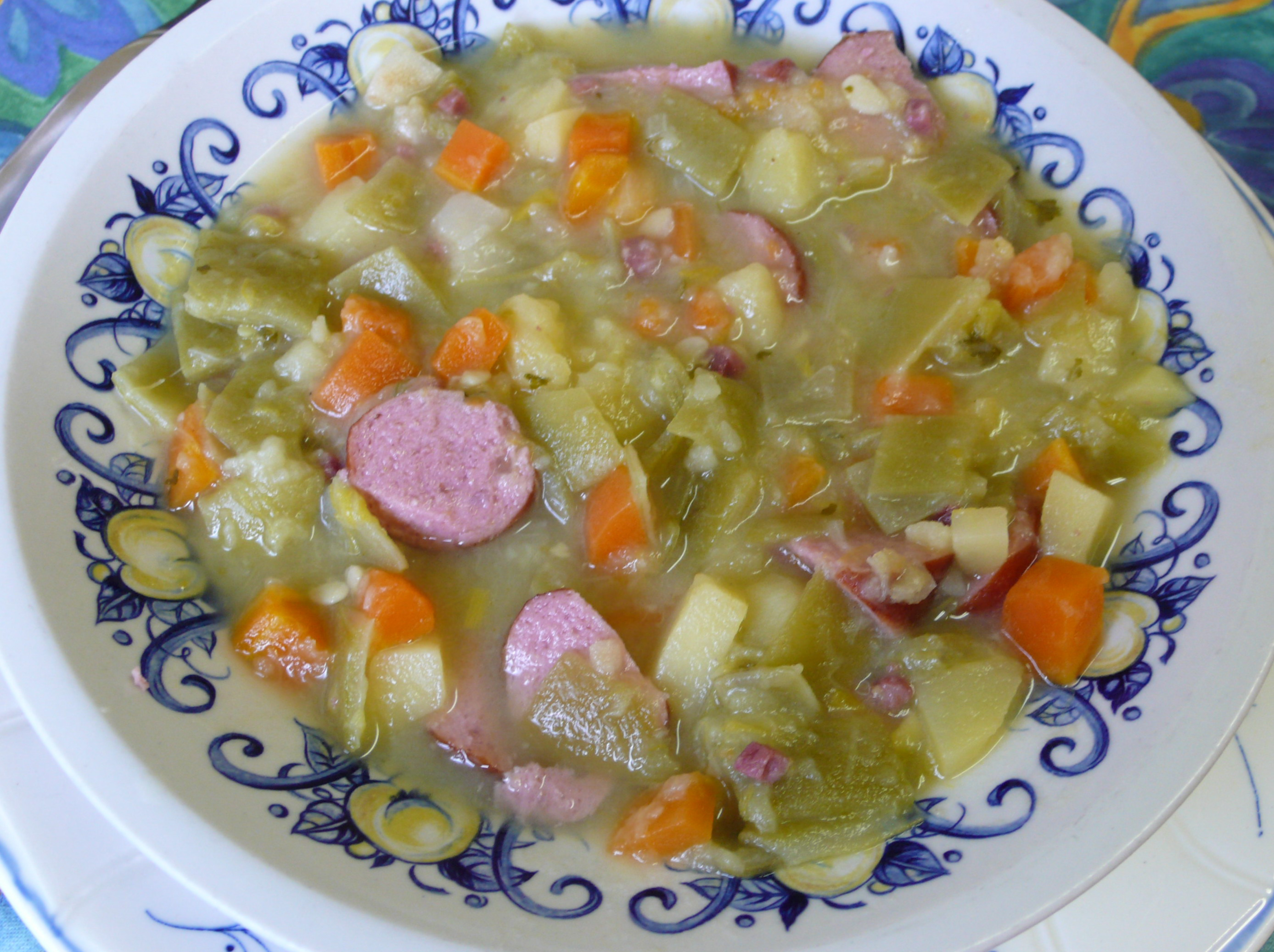
Bouneschlupp được coi là món ăn quốc gia của Luxembourg
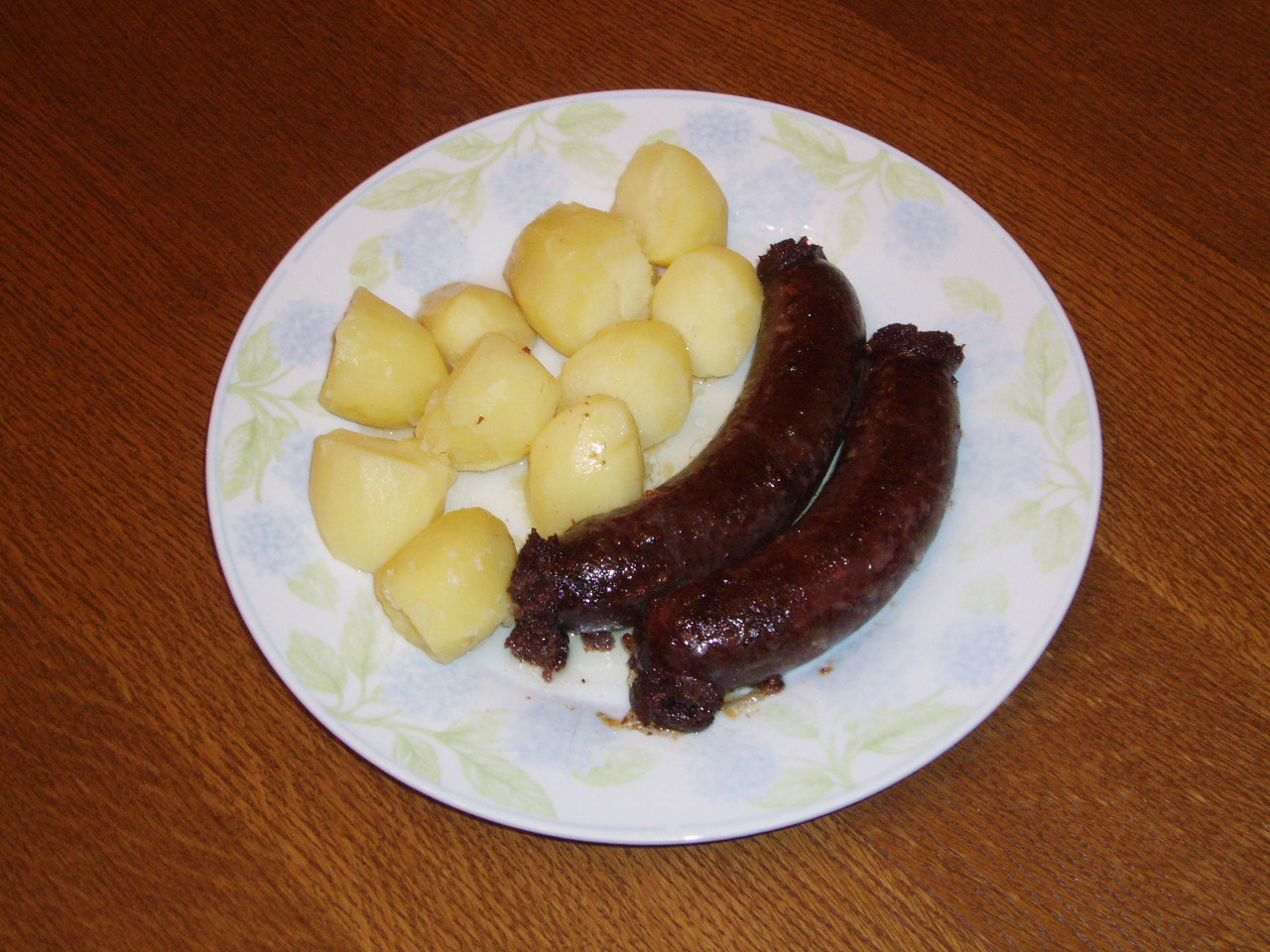
Träipen, đôi khi gọi là treipen, là biến thể của món bánh pudding đen

### Một số món ăn nổi tiếng

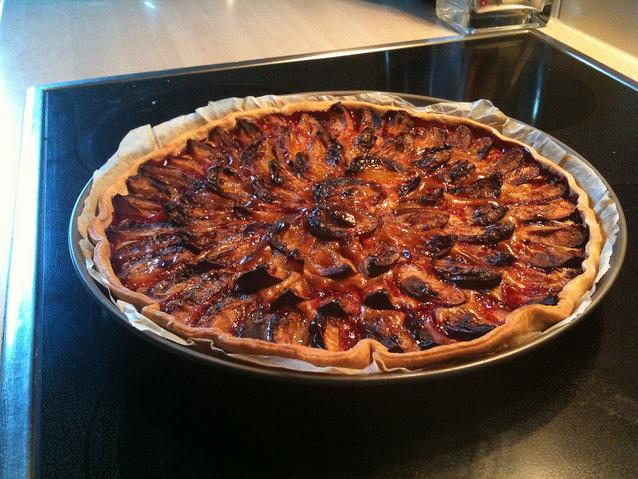
Quetschentaart, đặc sản của Luxembourg

Một số đặc sản của Luxembourg bao gồm:
- Thüringer— Xúc xích có vị như phiên bản cay của món bratwurst. Việc sử dụng từ "Thüringer" hiện được dành riêng cho xúc xích được sản xuất tại bang Thüringen. Bây giờ, chúng có tên chính thức là Lëtzebuerger Grillwurscht hay xúc xích nướng Luxembourg.[9]
- Gromperekichelcher— Bánh khoai tây chiên được tẩm gia vị cẩn thận với hành và ngò tây cắt nhỏ, sau đó chiên giòn.
- Tierteg— Một loại bánh khoai tây chiên khác được làm từ dưa cải bắp.[10]
- Rieslingspaschtéit— Một loại bánh nhân thịt có hình ổ bánh mì phổ biến được chế biến với rượu vang Riesling và aspic, thường được phục vụ theo từng lát.[11]
- Pâté — một loại thực phẩm hay món ăn có dạng nhuyễn được chế biến từ thịt và gan động vật cùng các loại gia vị khác
- Quetschentaart— Bánh tart mận; cùng với đào, anh đào và lê là một món tráng miệng điển hình và có thể tìm thấy ở bất kỳ cửa hàng bánh ngọt hoặc nhà hàng nào.
- Miel luxembourgeois de marque nationale— Một loại mật ong Luxembourg được bảo vệ theo luật pháp của Liên minh châu Âu.
- Öennenzop — Xúp hành tây thường được ăn kèm với bánh mì nướng phô mai.

## Rượu vang và bia

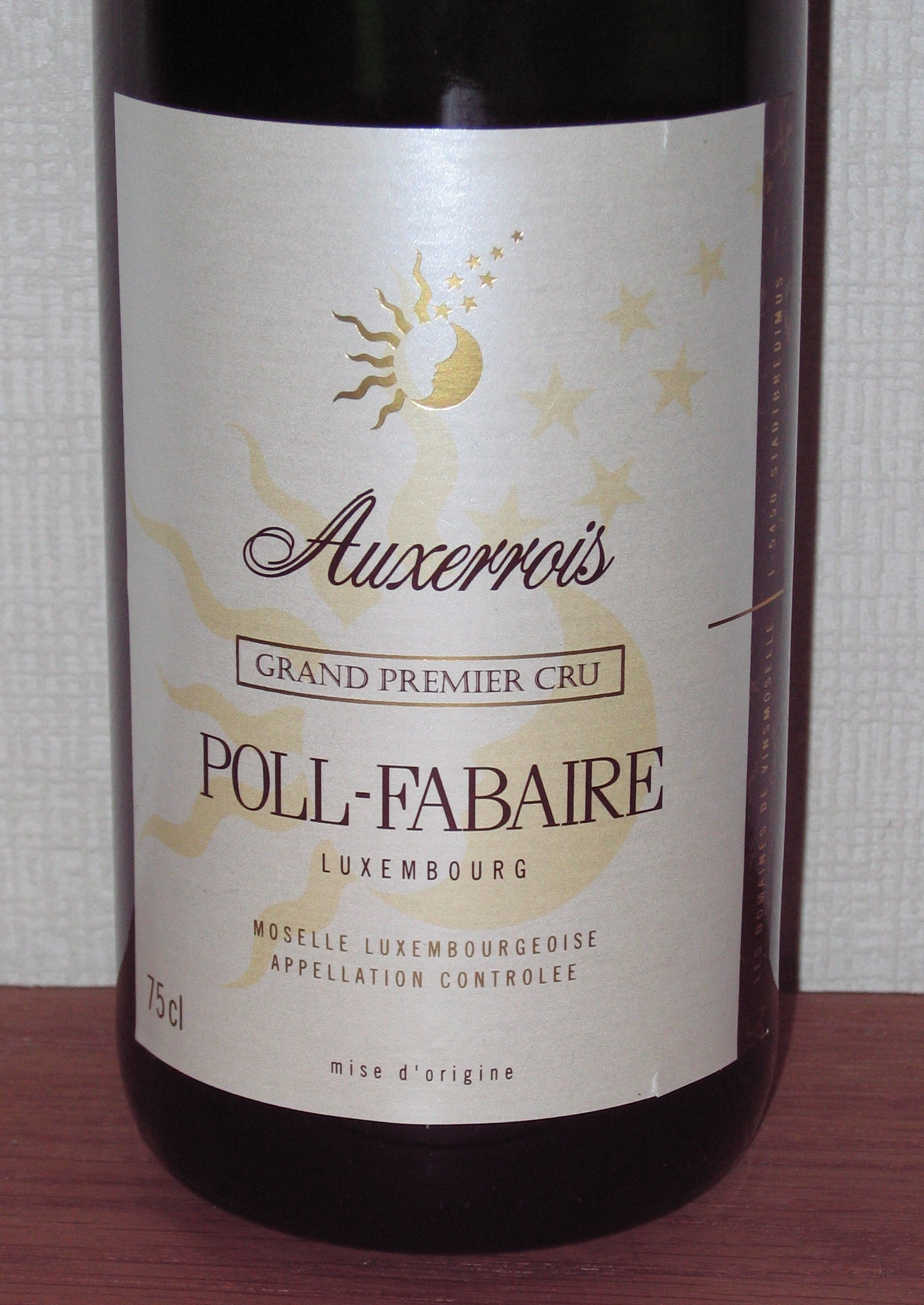
Rượu vang Auxerrois

Rượu vang, chủ yếu là rượu vang trắng khô và rượu vang sủi được sản xuất ở Luxembourg, dọc theo bờ bắc của sông Mosel, nơi có lịch sử sản xuất rượu vang từ thời La Mã. Các loại chính là Riesling, Pinot gris, Pinot blanc, Chardonnay, Auxerrois, Gewürztraminer, Rivaner, Elbling, Pinot noir và Crémant de Luxembourg. Chữ Marque Nationale ở phía sau mỗi chai rượu vang khẳng định nguồn gốc và chất lượng của rượu.
Bia, một loại đồ uống khá phổ biến ở Luxembourg, được sản xuất ở địa phương với 3 nhà máy bia lớn cũng như ở một số cơ sở nhỏ hơn. Hầu hết bia được ủ ở Luxembourg là bia nhẹ nhưng cũng có một số loại bia đặc biệt cũng như bia không cồn và bia Giáng sinh vào tháng 12. Các nhãn hiệu bia chính là Bofferding, hãng sản xuất Battin; Mousel và Diekirch, những người có chung nhà máy bia ở Diekirch; và Simon. Kể từ những năm 2000, đã có sự hồi sinh của các nhà máy bia nhỏ địa phương sản xuất bia thủ công như Beierhaascht, Ourdaller và Grand Brewing.